# سيفيميلين
سيفيميلين (بالإنجليزية: Cevimeline)‏ هو دواء يُستعمل في علاج:
- متلازمة شوغرن[8]

## دوره
يلعب هذا الدواء دورًا في علاج الأمراض كونه:
- مقلدات كولينية